# (24) Thémis
Pour les articles homonymes, voir Thémis (homonymie).
(24) Thémis (désignation internationale (24) Themis) est un gros astéroïde de la ceinture principale, découvert par Annibale De Gasparis le 5 avril 1853. C'est le plus grand astéroïde de la famille de Thémis. Il s'agit d'un rocher d'environ 200 kilomètres de long situé à près de 500 millions de kilomètres de la Terre.
Le 7 octobre 2009, l'Infrared Telescope Facility de la NASA a confirmé la présence de glace d'eau sur l'ensemble de sa surface. Comme cette glace subit en permanence une légère sublimation, on suppose qu'elle se renouvelle depuis un réservoir souterrain. Des composés organiques ont également été détectés à sa surface, notamment des hydrocarbures aromatiques polycycliques, méthyles et méthylènes,,.
Une explication alternative de la présence de cette glace est similaire à un des scénarios de la formation d'eau sur la surface lunaire. Le bombardement de protons du vent solaire sur les oxydes minéraux de la surface formerait des hydroxyles qui se réarrangeraient en libérant des molécules d'eau.